# Xã Brooking, Quận Jackson, Missouri
Xã Brooking (tiếng Anh: Brooking Township) là một xã thuộc quận Jackson, tiểu bang Missouri, Hoa Kỳ. Năm 2010, dân số của xã này là 77.014 người.